# Bulbophyllum leptocaulon
Bulbophyllum leptocaulon é uma espécie de orquídea (família Orchidaceae) pertencente ao gênero Bulbophyllum. Foi descrita por Friedrich Fritz Wilhelm Ludwig Kraenzlin em 1916.